# Regno quantico
Il termine regno quantico in fisica si riferisce a scale dove gli effetti della meccanica quantistica diventano considerevoli, in un sistema isolato. In genere, questo significa una distanza di 100 nanometri (nm) o meno. Non a caso, questa è la stessa scala della nanotecnologia.
Mentre originano su scala nanometrica, tali effetti possono operare a livello macroscopico. L'esempio classico è il tunneling di elettroni. Anche la maggior parte dei processi fondamentali nell'elettronica molecolare, elettronica organica e semiconduttore organici traggono origine dal regno quantico.
Il regno quantico può anche a volte paradossalmente coinvolgere le azioni a lunga distanza. 